# Bonanada
Bonanada (Naixement s.XIV - Defunció s.XIV) vinculada a València, fou una llevadora jueva de prestigi entre la noblesa de l'edat mitjana. Va ser llevadora de la casa de la reina Elionor de Sicília. Gràcies al reconeixement del qual disposava va treballar per diferents monarques i famílies nobles de la Corona d'Aragó, així com es van demanar les seves atencions a la cort de Castella.

## Trajectòria, presó i reconeixement
És a través d'una carta escrita per Pere III el Cerimoniós dirigida al seu fill -l'infant Joan i futur Joan I el Caçador- el 5 d'octubre de 1373 on trobem la primera referència a aquesta comare. La carta del rei Pere III el Cerimoniós demanava al seu fill que alliberés a Bonanada, a qui havia acusat de causar la mort de la seva promesa Joana de Valois -infanta de França- la qual morí a Béziers en el trajecte cap a Perpinyà, destí on es pensaven celebrar les noces amb l'infant Joan. Pere III demanava al seu fill que valores com Bonanada des de València podria haver assassinat a Joana de Valois a França, i afegia «que si açò era veer, no ha rey ne gran senyor al món que no fos mort»
També la reina Elionor de Sicília a través d'una carta enviada l'endemà, demanava al seu fill, com havia fet Pere III, l'exculpació de la llevadora i en defensava el seu honor manifestant la seva plena confiança. A més, Elionor de Sicília demanava la llibertat de Bonanada per tal que pogués assistir durant el part a Joana d'Aragó i de Navarra -germanastra del propi Joan-. Les demandes dels progenitors van ser ateses i Bonanada va ser absolta.
Havent superat aquest empresonament, la seva reputació va quedar restablerta i va continuar la seva tasca com a llevadora. L'any 1380 assistí a Elionor d'Aragó en el naixement del seu fill Ferran d'Antequera -fill de Joan I de Castella-, el qual acabaria sent Ferran I d'Aragó.
Va ser requerida per l'infant Joan -qui anys abans l'havia empresonat- perquè pogués assistir a la seva esposa Violant de Bar. Va ser la mateixa Violant de Bar qui demanava els serveis de Bonanada refusant els serveis d'altres llevadores recomanades sobretot per la seva mare, Maria de França. Bonanada va atendre els diferents parts de Violant de Bar, per aquest motiu es desplaçava allà on ella estigués.

## Medicina: Saviesa femenina[4]
En l'Edat Mitjana la medicina es practicava fora de la regulació professional fins superat el segle xiv. Aquesta regulació va afectar sobretot a les dones que fins llavors havien treballat en la medicina atenent malalties, parts, cures i realitzant els tractaments, doncs eren qui coneixien les propietats de diferents plantes i remeis medicinals, sent aquests uns sabers ancestrals que s'havien transmès oralment entre les dones de generació a generació.
En el context de Bonanada, la figura de la llevadora era rellevant perquè eren les dones qui podien atendre altres dones i així mantenir la intimitat dels cossos femenins.
| «                                                            | Les sanadores posseïen uns coneixements empírics, ja que eren dones amb una manera pròpia, no abstracta sino encarnada, de fer teoria, però hàbils en l'exercici de la curació,,i la seva actuació va ser molt extensa assolint tots els sectors socials. L'assistència als parts i el tractament de les malalties pròpies de les dones i d'algunes malalties infantils va estar a càrrec de les dones, algunes de les quals eren anomenades dones sàvies i inclús metgesses. | » |
| — Azucena Ruiz Viedma, Dones sàvies: Saviesa mèdica femenina | |   |